# FK Senica 2014/2015
Tento článek se podrobně zabývá sestavou a zápasy týmu FK Senica v sezoně 2014 – 2015. V této sezoně FK Senica neobhajuje žádnou trofej z předchozí sezony, ve které skončila v Corgoň lize na 6. místě. 9. 11. 2014 porazila Senica v 17. kole po více než čtyřech letech díky gólům Juraje Pirosky a Jana Kalabišky v nejvyšší soutěži Slovan Bratislava. Tým postoupil do finále slovenského poháru, kde prohrál s FK AS Trenčín 2:3 po penaltovém rozstřelu.

## Klub

### Realizační tým
| Post              | Jméno             |
| ----------------- | ----------------- |
| Hlavní trenér     | Eduard Pagáč      |
| Asistent trenéra  | Miroslav Mentel   |
| Vedoucí mužstva   | Martin Šnegoň     |
| Kondiční trenér   | Tomáš Vacula      |
| Prezident klubu   | Vladimír Levársky |
| Sportovní ředitel | Dušan Vrťo        |

## Soupiska
| #  | Pozice | Hráč                  |
| -- | ------ | --------------------- |
| 39 | B      | Martin Junas          |
| 18 | B      | Denis Kubica          |
| 1  | B      | Michal Šulla          |
| 26 | O      | Július Gombala        |
| 3  | O      | Erik Otrísal          |
| 4  | O      | Petr Pavlík (kapitán) |
| 17 | O      | Róbert Pillár         |
| 14 | O      | Marek Pittner         |
| 2  | O      | Martin Privrel        |
| 28 | Z      | Jakub Čunta           |
| 10 | Z      | Jozef Dolný           |

| #  | Pozice | Hráč             |
| -- | ------ | ---------------- |
| 13 | Z      | Filip Hlohovský  |
| 20 | Z      | Luboš Hušek      |
| 19 | Z      | Jan Kalabiška    |
| 7  | Z      | Tomáš Komara     |
| 12 | Z      | Matej Kosorin    |
| 27 | Z      | Timotej Královič |
| 5  | Z      | Jakub Krč        |
| 15 | Z      | Dominik Malý     |
| 24 | Z      | Denis Ventúra    |
| 25 | Ú      | Jakub Kosorin    |
| 11 | Ú      | Samuel Mráz      |

### Změny v kádru v letním přestupovém období 2014
| Číslo | Pozice | Nár.                           | Hráč            | Věk | Odkud přišel         | Do roku            | Typ                | Cena               |
| ----- | ------ | ------------------------------ | --------------- | --- | -------------------- | ------------------ | ------------------ | ------------------ |
| 17    | O      | Slovensko                      | Róbert Pillár   | 23  | FC Nitra             | návrat z hostování | návrat z hostování | návrat z hostování |
| 20    | Z      | Česko                          | Luboš Hušek     | 30  | FC Slovan Liberec    | 2016               | přestup            | zdarma             |
|       | Z      | Slovensko                      | Július Gombala  | 21  | FO ŽP Podbrezová     | 2015               | přestup            | —                  |
| 13    | Z      | Slovensko                      | Filip Hlohovský | 26  | ŠK Slovan Bratislava | 2016               | přestup            | —                  |
| 9     | Ú      | Slovensko                      | Tomáš Majtán    | 27  | Górnik Zabrze        | 2016               | volný hráč         | zdarma             |
| 10    | Ú      | Konžská demokratická republika | Mulumba Mukendi | 29  | FK Nižnij Novgorod   | 2014               | přestup            | zdarma             |

| Číslo | Pozice | Nár.      | Hráč              | Věk |
| ----- | ------ | --------- | ----------------- | --- |
| 39    | B      | Slovensko | Martin Junas      | 18  |
| 18    | B      | Slovensko | Denis Kubica      | 19  |
| 16    | Z      | Slovensko | Peter Balážik     | 18  |
| 14    | Z      | Slovensko | Denis Baumgartner | 16  |
| 15    | Z      | Slovensko | Dominik Malý      | 18  |

| Číslo | Pozice | Nár.      | Hráč              | Věk | Kam odešel          | Typ             | Cena            |                 |
| ----- | ------ | --------- | ----------------- | --- | ------------------- | --------------- | --------------- | --------------- |
|       | B      | Slovensko | Pavel Kamesch     | 39  | ukončil kariéru     | ukončil kariéru | ukončil kariéru |                 |
|       | O      | Brazílie  | Cristovam         | 23  | E.C. Arapongas      | konec hostování | konec hostování | konec hostování |
| 15    | Z      | Slovensko | Peter Balážik     | 18  | TJ OFC Gabčíkovo    | hostování       | —               |                 |
|       | Z      | Slovensko | Denis Baumgartner | 16  | UC Sampdoria        | přestup         | —               |                 |
|       | Z      | Česko     | Milan Jirásek     | 22  | AC Sparta Praha     | konec hostování | konec hostování | konec hostování |
|       | Ú      | Slovensko | Milan Ferenčík    | 23  | bez angažmá         | konec smlouvy   | zdarma          |                 |
| 25    | Ú      | Nigérie   | Christian Irobiso | 21  | FC Vysočina Jihlava | konec smlouvy   | zdarma          |                 |

| Pozice | Nár.      | Hráč             | Věk | Odkud přišel            | Typ       | Kam odešel           |
| ------ | --------- | ---------------- | --- | ----------------------- | --------- | -------------------- |
| O      | Slovensko | Oliver Janso     | 20  | FK Slavia Orlová-Lutyně | hostování | N. Mesto nad Váhom   |
| Ú      | Slovensko | Michal Vilkovský | 20  | FC ŠTK 1914 Šamorín     | hostování | FC Lokomotíva Košice |

### Změny v kádru v zimním přestupovém období 2014-15
| Číslo | Pozice | Nár.      | Hráč         | Věk | Odkud přišel        | Do roku            | Typ                | Cena               |
| ----- | ------ | --------- | ------------ | --- | ------------------- | ------------------ | ------------------ | ------------------ |
| 8     | O      | Česko     | Pavel Čermák | 25  | FC Hradec Králové   | návrat z hostování | návrat z hostování | návrat z hostování |
| 10    | Z      | Slovensko | Jozef Dolný  | 22  | 1. FC Tatran Prešov | 2017               | přestup            | —                  |

| Číslo | Pozice | Nár.      | Hráč           | Věk |
| ----- | ------ | --------- | -------------- | --- |
| 14    | O      | Slovensko | Marek Pittner  | 18  |
| 2     | O      | Slovensko | Martin Privrel | 18  |
| 28    | Z      | Slovensko | Jakub Čunta    | 18  |
| 12    | Z      | Slovensko | Matej Kosorin  | 17  |

| Číslo | Pozice | Nár.                           | Hráč            | Věk | Kam odešel          | Typ              | Cena   |
| ----- | ------ | ------------------------------ | --------------- | --- | ------------------- | ---------------- | ------ |
|       | O      | Česko                          | Pavel Čermák    | 26  | bez angažmá         | konec smlouvy    | zdarma |
|       | O      | Slovensko                      | Zdenko Filípek  | 19  | TJ OFC Gabčíkovo    | hostování        | —      |
|       | O      | Brazílie                       | Vitor Gava      | 23  | bez angažmá         | konec smlouvy    | zdarma |
| 37    | O      | Slovensko                      | Róbert Mazáň    | 20  | Bielsko-Biała       | přestup          | —      |
| 19    | Z      | Slovensko                      | Juraj Chvátal   | 18  | AC Sparta Praha     | hostování s opcí | —      |
|       | Z      | Slovensko                      | Tomáš Kóňa      | 31  | bez angažmá         | konec smlouvy    | zdarma |
|       | Z      | Slovensko                      | Lukáš Opiela    | 29  | bez angažmá         | konec smlouvy    | zdarma |
|       | Ú      | Slovensko                      | Tomáš Majtán    | 28  | bez angažmá         | konec smlouvy    | zdarma |
|       | Ú      | Konžská demokratická republika | Mulumba Mukendi | 29  | bez angažmá         | konec smlouvy    | zdarma |
| 33    | Ú      | Slovensko                      | Juraj Piroska   | 27  | FC Kaysar Kyzylorda | přestup          | —      |

| Pozice | Nár.      | Hráč            | Věk | Odkud přišel   | Typ       | Kam odešel       |
| ------ | --------- | --------------- | --- | -------------- | --------- | ---------------- |
| Z      | Slovensko | Miroslav Sedlák | 22  | OTJ Palárikovo | hostování | TJ OFC Gabčíkovo |

### Střelecká listina
| Poz. | Nár.      | Hráč             | Góly | Fort. liga | Slov. pohár |
| ---- | --------- | ---------------- | ---- | ---------- | ----------- |
| Z    | Česko     | Jan Kalabiška    | 22   | 19         | 3           |
| O    | Slovensko | Róbert Pillár    | 8    | 8          | —           |
| Ú    | Slovensko | Tomáš Majtán     | 8    | 4          | 4           |
| Ú    | Slovensko | Juraj Piroska †  | 8    | 6          | 2           |
| Z    | Slovensko | Filip Hlohovský  | 6    | 5          | 1           |
| Z    | Slovensko | Tomáš Kóňa       | 4    | 1          | 3           |
| Ú    | Slovensko | Jakub Kosorin    | 4    | 3          | 1           |
| O    | Česko     | Petr Pavlík      | 2    | —          | 2           |
| Ú    | Slovensko | Samuel Mráz      | 1    | 1          | —           |
| Z    | Slovensko | Jozef Dolný ±    | 1    | 1          | —           |
| Z    | Slovensko | Lukáš Opiela     | 1    | 1          | —           |
|      |           | soupeřův vlastní | 3    | 2          | 1           |
|      |           | Celkem           | 66   | 50         | 16          |

Poslední úprava: 8. června 2015 (po 33. kole)

Vysvětlivky: † = odehrál pouze podzimní část, ± = odehrál pouze jarní část

## Zápasy v sezoně 2014/15

### Letní přípravné zápasy
Zdrojem jsou oficiální stránky klubu 
| Datum        | Soupeř              | Místo     | Výsledek | Střelci Senice                            |
| ------------ | ------------------- | --------- | -------- | ----------------------------------------- |
| 18/ 06/ 2014 | FC Spartak Trnava   | Slovensko | 1–0      |                                           |
| 24/ 06/ 2014 | KF Skënderbeu Korçë | Rakousko  | 1–0      |                                           |
| 27/ 06/ 2014 | FK Anži Machačkala  | Rakousko  | 0–1      | 79' Kosorin                               |
| 02/ 07/ 2014 | MFK Karviná         | Česko     | 0–3      | 17' Opiela, 52' Komara, 55' (pen) Kosorin |
| 05/ 07/ 2014 | SK Slavia Praha     | Slovensko | 1–1      | 51' Kalabiška                             |

### Zimní přípravné zápasy
| Datum        | Soupeř                   | Místo     | Výsledek | Střelci Senice                                                         |
| ------------ | ------------------------ | --------- | -------- | ---------------------------------------------------------------------- |
| 17/ 01/ 2015 | TJ OFC Gabčíkovo         | Slovensko | 8–0      | 14', 45' Hlohovský, 42', 56', 71' Majtán, 65', 75' Pillár, 84' Piroska |
| 17/ 01/ 2015 | FC Hlučín                | Slovensko | 4–2      | 3' Abrahám, 19' Královič, 80' Dolný, 82' David                         |
| 21/ 01/ 2015 | FK Fotbal Třinec         | Slovensko | 1–1      | 20' Pavlík                                                             |
| 24/ 01/ 2015 | Ferencvaros TC           | Maďarsko  | 4–1      | 66' Piroska                                                            |
| 28/ 01/ 2015 | 1. FC Slovácko           | Česko     | 2:1      | 21' Dolný                                                              |
| 31/ 01/ 2015 | SFC Opava                | Slovensko | 4:2      | 13', 51' (pen) Piroska, 45' Dolný, 82' Komara                          |
| 5/ 02/ 2015  | FK Vojvodina Novi Sad    | Turecko   | 2:0      |                                                                        |
| 8/ 02/ 2015  | Nyíregyháza Spartacus FC | Turecko   | 1:0      |                                                                        |
| 11/ 02/ 2015 | FC SA Botosani           | Turecko   | 2:1      | 56' Dolný                                                              |
| 20/ 02/ 2015 | FC Linz                  | Rakousko  | 1:0      |                                                                        |
| 21/ 02/ 2015 | FC ŠTK 1914 Šamorín      | Slovensko | 1–1      | 32' Královič                                                           |

### Fortuna liga
Hlavní článek: Fortuna liga 2014/15

### Ligová tabulka
| Poř. | Tým                  | Z  | V  | R  | P  | VG | OG | B  |
| ---- | -------------------- | -- | -- | -- | -- | -- | -- | -- |
| 3.   | ŠK Slovan Bratislava | 33 | 18 | 3  | 12 | 49 | 42 | 57 |
| 4.   | FC Spartak Trnava    | 33 | 16 | 8  | 9  | 53 | 31 | 56 |
| 5.   | FK Senica            | 33 | 12 | 11 | 10 | 52 | 50 | 47 |
| 6.   | MFK Košice           | 33 | 11 | 8  | 14 | 43 | 48 | 41 |
| 7.   | MFK Ružomberok       | 33 | 10 | 10 | 13 | 41 | 45 | 40 |

Poslední úprava: 8. června 2015 (po 33. kole)

Vysvětlivky: Z = Zápasy; V = Výhry; R = Remízy; P = Prohry; VG = Vstřelené góly; OG = Obdržené góly; B = Body.

#### Kolo po kole
| Kolo     | 1 | 2 | 3 | 4 | 5 | 6 | 7 | 8 | 9 | 10 | 11 | 12 | 13 | 14 | 15 | 16 | 17 | 18 | 19 | 20 | 21 | 22 | 23 | 24 | 25 | 26 | 27 | 28 | 29 | 30 | 31 | 32 | 33 |
| -------- | - | - | - | - | - | - | - | - | - | -- | -- | -- | -- | -- | -- | -- | -- | -- | -- | -- | -- | -- | -- | -- | -- | -- | -- | -- | -- | -- | -- | -- | -- |
| Hřiště   | D | V | D | V | D | V | D | V | D | V  | D  | V  | D  | V  | D  | V  | D  | V  | D  | V  | D  | V  | D  | V  | D  | V  | D  | V  | D  | V  | D  | V  | D  |
| Výsledek | V | R | R | R | V | P | R | R | V | R  | R  | V  | V  | R  | V  | P  | V  | P  | R  | P  | V  | P  | R  | V  | P  | P  | V  | P  | P  | P  | V  | R  | V  |
| Pozice   | 5 | 4 | 3 | 4 | 4 | 6 | 4 | 4 | 4 | 4  | 4  | 3  | 3  | 3  | 3  | 3  | 3  | 3  | 3  | 3  | 3  | 4  | 5  | 4  | 4  | 5  | 4  | 4  | 5  | 5  | 5  | 5  | 5  |

Poslední úprava: 8. června 2015 (po 33. kole).

Hřiště: D = Domácí; V = Venkovní. Výsledek: V = Výhra; P = Prohra; R = Remíza

### Podzimní část
| 1. kolo 12. července 2014 | FK Senica         | 1 - 0 | TJ Spartak Myjava | Štadión FK Senica, Senica      |  |
| 19.30 SELČ | 12' Jakub Kosorin |       |                   | Diváci: 3.050 Rozhodčí: Chmura |  |
| Poznámky: Sestava: Šulla - Chvátal Pavlík, Pillár, Mazáň - Piroska, Hušek, Opiela (90.+2 Komara) - Hlohovský (81. Ventúra), Kosorin (72. Mráz), Kalabiška |                   |       |                   |                                |  |

| 2. kolo 19. července 2014 | FK Dukla Banská Bystrica            | 2 - 2 | FK Senica                             | Štadión SNP, Banská Bystrica |  |
| 19.00 SELČ | 80' Jozef Dolný 87' Jozef Rejdovian |       | 15' Jakub Kosorin 54' Filip Hlohovský | Diváci: 1.410 Rozhodčí: Vnuk |  |
| Poznámky: Sestava: Šulla – Chvátal, Pavlík, Hušek, Pillár - Hlohovský, Opiela (88. Ventúra), Kalabiška, Mazáň - Piroska, Kosorin (69. Mráz) |                                     |       |                                       |                              |  |

| 3. kolo 25. července 2014 | FK Senica         | 1 - 1 | MŠK Žilina      | Štadión FK Senica, Senica        |  |
| 19.30 SELČ | 86' Jan Kalabiška |       | 26' Matej Jelič | Diváci: 2.216 Rozhodčí: Michlian |  |
| Poznámky: Sestava: Šulla – Chvátal, Pavlík, Pillár, Mazáň - Hušek - Hlohovský (71. Mráz), Opiela (79. Komara), Kalabiška - Piroska - Kosorin (46. Ventúra) |                   |       |                 |                                  |  |

| 4. kolo 2. srpna 2014 | FC ViOn Zlaté Moravce | 0 - 0 | FK Senica | Štadión FC ViOn, Zlaté Moravce |  |
| 19.30 SELČ |                       |       |           | Diváci: 1.248 Rozhodčí: Weiss  |  |
| Poznámky: Sestava: Šulla - Chvátal, Pavlík, Pillár, Mazáň - Hušek - Hlohovský, Opiela (86. Komara), Piroska, Kalabiška - Kosorin (64. Majtán) |                       |       |           |                                |  |

| 5. kolo 9. srpna 2014 | FK Senica                              | 2 - 1 | FC DAC 1904 Dunajská Streda | Štadión FK Senica, Senica      |  |
| 19.30 SELČ | 45+' Juraj Piroska 78' Filip Hlohovský |       | 79' Pavol Jurčo             | Diváci: 2.168 Rozhodčí: Pavlík |  |
| Poznámky: Sestava: Šulla – Chvátal, Pavlík, Pillár, Mazáň – Hušek - Hlohovský (84. Kosorin), Opiela (90. Ventúra), Kalabiška - Piroska (90.+ Komara) - Majtán |                                        |       |                             |                                |  |

| 6. kolo 15. srpna 2014 | ŠK Slovan Bratislava                                       | 4 - 1 | FK Senica         | Stadion Pasienky, Bratislava |  |
| 18.30 SELČ | 14', 32' Seydouba Soumah 62' Karol Mészáros 69' Pavel Fořt |       | 41' Jan Kalabiška | Diváci: 1.460 Rozhodčí: Vlk  |  |
| Poznámky: Sestava: Šulla - Chvátal, Pavlík (78. Gava), Pillár, Mazáň - Hušek (73. Komara), Opiela (73. Ventúra) - Hlohovský, Piroska, Kalabiška - Majtán |                                                            |       |                   |                              |  |

| 7. kolo 23. srpna 2014 | FK Senica         | 1 - 1 | FK AS Trenčín | Štadión FK Senica, Senica    |  |
| 19.30 SELČ | 59' Jan Kalabiška |       | 84' Ramon     | Diváci: 2.458 Rozhodčí: Vnuk |  |
| Poznámky: Sestava: Šulla – Chvátal (50. Filípek), Pavlík, Pillár, Mazáň – Ventúra - Komara (70. Kóňa), Hlohovský (75. Kosorin), Kalabiška - Piroska - Majtán |                   |       |               |                              |  |

| 8. kolo 30. srpna 2014 | FC Spartak Trnava                 | 2 - 2 | FK Senica              | Štadión Antona Malatinského, Trnava |  |
| 16.00 SELČ | 42' Ján Vlasko 68' Martin Mikovič |       | 40', 89' Róbert Pillár | Diváci: 2.421 Rozhodčí: Pavlík      |  |
| Poznámky: Sestava: Šulla – Chvátal, Pavlík, Pillár, Mazáň – Hušek - Hlohovský (70. Ventura), Opiela (70. Kosorin), Piroska, Kalabiška (78. Kóňa) - Majtán |                                   |       |                        |                                     |  |

| 9. kolo 13. září 2014 | FK Senica       | 1 - 0 | MFK Ružomberok | Štadión FK Senica, Senica      |  |
| 17.30 SELČ | 7' Tomáš Majtán |       |                | Diváci: 1.490 Rozhodčí: Šuniar |  |
| Poznámky: Sestava: Šulla - Chvátal, Pavlík, Pillár, Mazáň - Hušek, Piroska, Opiela (88. Komara), Kóňa (57. Ventúra), Kalabiška - Majtán (90.+ 1 Kosorin) |                 |       |                |                                |  |

| 10. kolo 16. září 2014 | MFK Košice | 0 - 0 | FK Senica | Štadión Lokomotívy v Čermeli, Košice |  |
| 15.30 SELČ |            |       |           | Diváci: 1.420 Rozhodčí: Matúš        |  |
| Poznámky: Sestava: Šulla - Chvátal, Pavlík, Pillár, Gava – Hušek, Ventúra (55. Kóňa) - Piroska, Opiela (90.+ Komara), Mazáň - Majtán (90. Kosorin) |            |       |           |                                      |  |

| 11. kolo 20. září 2014 | FK Senica         | 1 - 1 | FO ŽP ŠPORT Podbrezová | Štadión FK Senica, Senica     |  |
| 17.30 SELČ | 34' Róbert Pillár |       | 31' Michal Pančík      | Diváci: 1.530 Rozhodčí: Weiss |  |
| Poznámky: Sestava: Šulla – Chvátal, Pavlík, Pillár, Mazáň - Hušek – Hlohovský (89. Mráz), Kóňa Opiela (59. Kosorin), Piroska - Majtán |                   |       |                        |                               |  |

| 12. kolo 26. září 2014 | TJ Spartak Myjava | 1 - 2 | FK Senica              | Štadión Spartaka Myjava, Myjava |  |
| 18.30 SELČ | 59' Štefan Pekár  |       | 66', 82' Juraj Piroska | Diváci: 1.820 Rozhodčí: Vlk     |  |
| Poznámky: Sestava: Šulla - Chvátal, Pavlík, Pillár, Gava - Hlohovský (90.Opiela), Kóňa, Hušek, Piroska (K), Kalabiška - Majtán |                   |       |                        |                                 |  |

| 13. kolo 4. října 2014 | FK Senica                                | 3 - 2 | FK Dukla Banská Bystrica | Štadión FK Senica, Senica      |  |
| 17.30 SELČ | 29', 71' Jan Kalabiška 53' Juraj Piroska |       | 23' Michal Peňaška       | Diváci: 1.385 Rozhodčí: Mastiš |  |
| Poznámky: Sestava: Šulla – Chvátal, Pavlík, Pillár, Mazáň – Hušek - Hlohovský, Kóňa (90.+ D. Malý), Piroska, Kalabiška - Majtán (85. Opiela) |                                          |       |                          |                                |  |

| 14. kolo 18. října 2014 | MŠK Žilina         | 1 - 1 | FK Senica         | Štadión pod Dubňom, Žilina     |  |
| 17.30 SELČ | 55' Michal Škvarka |       | 36' Jan Kalabiška | Diváci: 1.891 Rozhodčí: Pavlík |  |
| Poznámky: Sestava: Šulla - Chvátal, P. Pavlík, Pillár, R. Mazáň - Hušek, Kóňa - Hlohovský, Piroska, Kalabiška – Mukendi (57. Opiela) |                    |       |                   |                                |  |

| 15. kolo 25. října 2014 | FK Senica              | 2 - 0 | FC ViOn Zlaté Moravce | Štadión FK Senica, Senica        |  |
| 17.30 SELČ | 26', 54' Jan Kalabiška |       |                       | Diváci: 1.005 Rozhodčí: Marhefka |  |
| Poznámky: Sestava: Šulla - Chvátal, Pavlík, Pillár, Mazáň - Hušek - Hlohovský (89. S. Mráz), Kóňa, Piroska, Kalabiška (79. Gava) - Kosorin (83. Mukendi) |                        |       |                       |                                  |  |

| 16. kolo 1. listopadu 2014 | FC DAC 1904 Dunajská Streda                                  | 3 - 0 | FK Senica | Mestský štadión DAC Dunajská Streda, Dunajská Streda |  |
| 17.00 SELČ | 42' (vl) Petr Pavlík 53' Peter Štěpanovský 64' Roland Černák |       |           | Diváci: 2.441 Rozhodčí: Trutz                        |  |
| Poznámky: Sestava: Šulla – Chvátal, Pavlík, Pillár, Mazáň – Hušek (87. Mráz) – Hlohovský, Kóňa, Piroska (75. Komara), Kalabiška – Mukendi (79. Kosorin) |                                                              |       |           |                                                      |  |

| 17. kolo 8. listopadu 2014 | FK Senica                           | 2 - 1 | ŠK Slovan Bratislava | Štadión FK Senica, Senica     |  |
| 19.00 SELČ | 29' Juraj Piroska 89' Jan Kalabiška |       | 35' Erik Čikoš       | Diváci: 2.391 Rozhodčí: Hrčka |  |
| Poznámky: Sestava: Šulla – Chvátal, Pavlík, Pillár, Mazáň – Hušek - Hlohovský (90.+1 Mráz), Piroska, Kóňa, Kalabiška - Mukendi (58. Kosorín) |                                     |       |                      |                               |  |

| 18. kolo 22. listopadu 2014 | FK AS Trenčín                                   | 3 - 1 | FK Senica         | Štadión na Sihoti, Trenčín    |  |
| 17.30 SELČ | 13' Dávid Guba 24' Haris Hajradinović 76' Jairo |       | 33' Juraj Piroska | Diváci: 2.712 Rozhodčí: Trutz |  |
| Poznámky: Sestava: Šulla – Filípek, Pavlík, Pillár, Mazáň – Hušek (78. S. Mráz) – Hlohovský, Piroska (70. Komara), Kóňa, Kalabiška – Kosorin (90. Královič) |                                                 |       |                   |                               |  |

| 19. kolo 29. listopadu 2014 | FK Senica       | 1 - 1 | FC Spartak Trnava  | Štadión FK Senica, Senica       |  |
| 18.30 SELČ | 84' Samuel Mráz |       | 45' Martin Mikovič | Diváci: 2.611 Rozhodčí: Samotný |  |
| Poznámky: Sestava: Šulla – Pavlík, Filípek, Pillár, Mazáň – Kóňa (14. Komara, 71. Mráz), Hušek - Hlohovský, Kalabiška, Piroska – Kosorin (82. Gombala) |                 |       |                    |                                 |  |

### Jarní část
| 20. kolo 28. února 2015 | MFK Ružomberok         | 2 - 1 | FK Senica       | Štadión pod Čebraťom, Ružomberok |  |
| 14.30 SELČ | 82', 88' Pavol Masaryk |       | 51' Jozef Dolný | Diváci: 2.047 Rozhodčí: Chmura   |  |
| Poznámky: Sestava: Šulla – Pavlík, Pillár (20. Kóňa), Hlohovský, Malý – Kalabiška, Hušek, Opiela (C), Kosorin – Dolný (75. Mráz), Majtán. |                        |       |                 |                                  |  |

| 21. kolo 6. března 2015 | FK Senica                                 | 3 - 1 | MFK Košice    | Štadión FK Senica, Senica        |  |
| 19.00 SELČ | 18', 60' Tomáš Majtán 44' Filip Hlohovský |       | 40' Ján Novák | Diváci: 1.202 Rozhodčí: Marhefka |  |
| Poznámky: Sestava: Šulla – Privrel, Pavlík, Kóňa, Kalabiška - Hušek, Opiela - J. Kosorín (77. M. Kosorín), Hlohovský, Komara (89. Kráľovič) - Majtán (90. Mráz) |                                           |       |               |                                  |  |

| 22. kolo 14. března 2015 | FO ŽP ŠPORT Podbrezová             | 2 - 1 | FK Senica         | Štadión ŽP ŠPORT, Podbrezová   |  |
| 14.30 SELČ | 37' Peter Nworah 62' Blažej Vaščák |       | 72' Jan Kalabiška | Diváci: 2.225 Rozhodčí: Šuniar |  |
| Poznámky: Sestava: Šulla - Kóňa, Pavlík, Pillár, Kalabiška - Hušek, Opiela - Komara (60. J. Kosorin), Hlohovský, Dolný - Majtán |                                    |       |                   |                                |  |

| 23. kolo 20. března 2015 | FK Senica         | 1 - 1 | TJ Spartak Myjava | Štadión FK Senica, Senica       |  |
| 19.00 SELČ | 76' Jakub Kosorin |       | 59' Marek Kuzma   | Diváci: 2.749 Rozhodčí: Horváth |  |
| Poznámky: Sestava: Šulla – Pavlík, Kóňa, Pillár, Kalabiška - Hušek, Opiela - J. Kosorin, Hlohovský, Dolný (75. Pittner) - Majtán |                   |       |                   |                                 |  |

| 24. kolo 4. dubna 2015 | FK Dukla Banská Bystrica | 0 - 4 | FK Senica                                    | Štadión SNP, Banská Bystrica |  |
| 14.30 SELČ |                          |       | 12', 23', 82' Jan Kalabiška 69' Lukáš Opiela | Diváci: 448 Rozhodčí: Straka |  |
| Poznámky: Sestava: Šulla - Pittner, Pavlík, Pillár, Čermák - Hušek, Kóňa - Opiela (85. Komara), Hlohovský (77. J. Kosorín) - Majtán (71. Dolný), Kalabiška |                          |       |                                              |                              |  |

| 25. kolo 11. dubna 2015 | FK Senica      | 1 - 2 | MŠK Žilina                                | Štadión FK Senica, Senica         |  |
| 17.30 SELČ | 80' Tomáš Kóňa |       | 66' Michal Škvarka 75' (pen) Lukáš Čmelík | Diváci: 2.089 Rozhodčí: Prešinský |  |
| Poznámky: Sestava: Šulla - Pittner, Pavlík, Pillár, Čermák (65. Krč) - Kóňa, Opiela - J. Kosorin, Hlohovský, Dolný - Majtán |                |       |                                           |                                   |  |

| 26. kolo 18. dubna 2015 | FC ViOn Zlaté Moravce                                                                      | 3 - 2 | FK Senica | Štadión FC ViOn, Zlaté Moravce  |  |
| 19.00 SELČ | 19' (pen), 26', goal' (89) Martin Juhar 66' (vl) Martin Chren 84' (vl) Márius Charizopulos |       |           | Diváci: 1.048 Rozhodčí: Horváth |  |
| Poznámky: Sestava: Šulla - Pittner (75. Kosorín), Pavlík, Pilár, Privrel (75. Dolný) - Kóňa, Hušek - Opiela, Hlohovský, Kalabiška - Majtán |                                                                                            |       |           |                                 |  |

| 27. kolo 25. dubna 2015 | FK Senica                                                   | 4 - 0 | FC DAC 1904 Dunajská Streda | Štadión FK Senica, Senica      |  |
| 19.00 SELČ | 15' Tomáš Majtán 54' Filip Hlohovský 60', 78' Jan Kalabiška |       |                             | Diváci: 1.482 Rozhodčí: Mastiš |  |
| Poznámky: Sestava: Šulla – Pittner, Pavlík, Pillár, Privrel - Kóňa, Opiela - Dolný (86. Gombala), Hlohovský (81. Komara), Kalabiška - Majtán (65. J. Kosorin) |                                                             |       |                             |                                |  |

| 28. kolo 4. května 2015 | ŠK Slovan Bratislava                                        | 4 - 1 | FK Senica         | Stadion Pasienky, Bratislava |  |
| 17.15 SELČ | 19' Karol Mészáros 35', 45' Adam Zreľák 74' Seydouba Soumah |       | 14' Róbert Pillár | Diváci: 895 Rozhodčí: Sedlák |  |
| Poznámky: Sestava: Šulla - Opiela, Pavlík, Pillár, P. Čermák (64. Pittner) - Hušek, Kóňa - Dolný (67. Kosorin), Hlohovský, Kalabiška (77. Komara) - Majtán |                                                             |       |                   |                              |  |

| 29. kolo 8. května 2015 | FK Senica | 0 - 4 | FK AS Trenčín                                                      | Štadión FK Senica, Senica     |  |
| 19.00 SELČ |           |       | 19' Jairo 33' Gino van Kessel 62' Dávid Guba 75' Stanislav Lobotka | Diváci: 1.543 Rozhodčí: Leško |  |
| Poznámky: Sestava: Šulla - Opiela, Pavlík, Pillár, Čermák (69. Pitner) - Kóňa, Hušek (82. Krč) - Dolný (63. Kosorin), Holohovský, Kalabiška - Majtán |           |       |                                                                    |                               |  |

| 30. kolo 16. května 2015 | FC Spartak Trnava                      | 4 - 2 | FK Senica                           | Štadión Antona Malatinského, Trnava |  |
| 16.30 SELČ | 4', 17' Cléber 25' (41) Martin Mikovič |       | 46' Jan Kalabiška 72' Róbert Pillár | Diváci: 1.211 Rozhodčí: Smolák      |  |
| Poznámky: Sestava: Šulla – Pittner, Pavlík, Pillár, Privrel - Hušek - Dolný (64. Mráz), Hlohovský, Krč (79. Komara), Kalabiška - Kosorin |                                        |       |                                     |                                     |  |

| 31. kolo 19. května 2015 | FK Senica                                                                    | 4 - 2 | MFK Ružomberok         | Štadión FK Senica, Senica     |  |
| 19.00 SELČ | 45+1' Róbert Pillár 51' Jan Kalabiška 69' Filip Hlohovský 90+3' Tomáš Komara |       | 85', 88' Pavol Masaryk | Diváci: 1.255 Rozhodčí: Trutz |  |
| Poznámky: Sestava: Šulla - Pittner, Pavlík, Pillár, Privrel (68. Mráz) - Hušek, Krč (70. Ventúra) - Dolný (90.+ Komara), Hlohovský, Kalabiška - Kosorin |                                                                              |       |                        |                               |  |

| 32. kolo 23. května 2015 | MFK Košice       | 1 - 1 | FK Senica         | Štadión Lokomotívy v Čermeli, Košice |  |
| 17.30 SELČ | 25' Zoltán Žebík |       | 77' Róbert Pillár | Diváci: 1.001 Rozhodčí: A. Somoláni  |  |
| Poznámky: Sestava: Šulla - Pittner (38. Ventúra), Pavlík, Pillár, Privrel - Malý, Komara (73. Krč) - Dolný (46. Mráz), Hlohovský, Kalabiška - Kosorin |                  |       |                   |                                      |  |

| 33. kolo 19. května 2015 | FK Senica                                | 3 - 0 | FO ŽP ŠPORT Podbrezová | Štadión FK Senica, Senica     |  |
| 17.30 SELČ | 27' Róbert Pillár 61', 84' Jan Kalabiška |       |                        | Diváci: 1.094 Rozhodčí: Trutz |  |
| Poznámky: Sestava: Šulla (89. Junas) - Dolný, Pavlík, Pillár, Čunta - Krč (66. Komara), Hušek - Kosorin, Hlohovský, Kalabiška - Mráz (86. Gombala) |                                          |       |                        |                               |  |

### Slovenský fotbalový pohár
Hlavní článek: Slovenský fotbalový pohár
Jednozápasová kola
| 2. kolo 12. srpna 2014 | TJ OFC Gabčíkovo | 1 - 4 | FK Senica                                  | Štadión TJ OFC Gabčíkovo, Gabčíkovo |  |
| 19.00 SELČ | 55' Michal Kósa  |       | 14' Petr Pavlík 35', 42', 86' Tomáš Majtán | Diváci: 900 Rozhodčí: A. Somoláni   |  |
| Poznámky: Sestava: Šulla - Otrísal, Pavlík, Pillár, Mazáň - Hlohovský, Opiela (46. Ventúra), Kalabiška - Piroska (86. Kóňa) - Majtán (90. Kosorin) |                  |       |                                            |                                     |  |

| 3. kolo 3. září 2014 | FC Baník Horná Nitra | 0 - 1 | FK Senica       | Futbalový štadión Prievidza, Prievidza |  |
| 18.00 SELČ |                      |       | 37' Petr Pavlík | Diváci: 1.722 Rozhodčí: Ježík          |  |
| Poznámky: Sestava: Šulla - Filípek, Pavlík, Pillár, Kalabiška - Kóňa, Hušek, Ventúra (71. Opiela), Hlohovský (90. Gava) - Piroska, Majtán (46. Kosorin) |                      |       |                 |                                        |  |

| 4. kolo 15. října 2014 | MFK Nová Baňa | 0 - 2 | FK Senica                           | Štadión Nová Baňa, Nová Baňa |  |
| 15.30 SELČ |               |       | 30' Jan Kalabiška 65' Juraj Piroska | Diváci: 800 Rozhodčí: Galád  |  |
| Poznámky: Sestava: Šulla – Filípek, Pavlík, Pillár, Gava – Hušek – Hlohovský (82. Kosorin), Opiela (88. Komara), Kóňa (74. Mukendi), Kalabiška – Piroska |               |       |                                     |                              |  |

| Osmifinále 15. listopadu 2014 | FC Rohožník     | 1 - 4 | FK Senica                                                                    | Rohožník                        |  |
| 13.00 SELČ | 31' Marek Zajíc |       | 23' (pen) Juraj Piroska 29' Filip Hlohovský 59' Tomáš Kóňa 76' Jan Kalabiška | Diváci: 1.100 Rozhodčí: Jurenka |  |
| Poznámky: Sestava: Šulla – Filípek, Pillár, Pavlík, Mazáň – Hlohovský, Hušek, Kóňa (84. Komara), Kalabiška – Piroska (79. Mráz), Mukendi (41. Kosorin) |                 |       |                                                                              |                                 |  |

| Čtvrtfinále 17. března 2015 | FC Spartak Trnava   | 1 - 2 | FK Senica                          | Štadión Antona Malatinského, Trnava |  |
| 15.00 SELČ | 45' (pen) Erik Sabo |       | 40' Tomáš Majtán 75' Jakub Kosorin | Diváci: 1.971 Rozhodčí: Jaška       |  |
| Poznámky: Sestava: Šulla – Kóňa, Pavlík (24. Pittner), Pillár, Kalabiška - Hušek, Opiela - Kosorin (90.+ Mráz), Hlohovský, Dolný - Majtán |                     |       |                                    |                                     |  |

Semifinále
| První zápas 7. dubna 2015 | FC DAC 1904 Dunajská Streda | 1 - 0 | FK Senica | Mestský štadión DAC Dunajská Streda, Dunajská Streda |  |
| 18.00 SELČ | 13' Peter Štepanovský       |       |           | Diváci: 2.153 Rozhodčí: Vlk                          |  |
| Poznámky: Sestava: Šulla – Pittner, Pavlík, Pillár, Privrel – Hušek – Opiela, Kóňa, Kosorin (74. Dolný) – Hlohovský – Majtán (90. M. Kosorin) |                             |       |           |                                                      |  |

| odveta 21. dubna 2015                                                                                           | FK Senica      | 1 - 0 (6 – 5 pen)                                                                                          | FC DAC 1904 Dunajská Streda | Štadión FK Senica, Senica       |  |
| 17.30 SELČ | 66' Tomáš Kóňa | |                             | Diváci: 1.685 Rozhodčí: Samotný |  |
| |                | Penaltový rozstřel                                                                                         |                             |                                 |  |
| Tomáš Majtán Jozef Dolný Jan Kalabiška Lukáš Opiela Filip Hlohovský Luboš Hušek Róbert Pillár Tomáš Kóňa        | 6 – 5          | Otto Szabó Jakub Brašeň Vojtech Horváth Ľubomír Michalík Ákos Szarka Marin Ljubičić Ivan Sesar Matúš Turňa |                             |                                 |  |
| Poznámky: Sestava: Šulla – Pittner, Pavlík, Pillár, Opiela - Hušek, Kóňa – Dolný, Hlohovský, Kalabiška – Majtán |                | |                             |                                 |  |

Finále
| Finále 1. května 2015 | FK AS Trenčín                                               | 2 – 2 (3 – 2 pen)                                                  | FK Senica          | NTC Poprad, Poprad            |  |
| 18.15 SELČ | 4' (vl) Peter Čögley 36' Rabiu Ibrahim 110' Gino van Kessel |                                                                    | 114' Jan Kalabiška | Diváci: 3.473 Rozhodčí: Trutz |  |
| |                                                             | Penaltový rozstřel                                                 |                    |                               |  |
| Gino van Kessel Stanislav Lobotka Karol Mondek Milan Rundić                                                                                        | 3 – 2                                                       | Tomáš Majtán Filip Hlohovský Lukáš Opiela Tomáš Kóňa Jan Kalabiška |                    |                               |  |
| Poznámky: Sestava: Šulla - Opiela, Pavlík, Pillár, Čermák - Kóňa (C), Hušek (113. Pittner) - Dolný (89. J. Kosorin), Hlohovský, Kalabiška - Majtán |                                                             |                                                                    |                    |                               |  |